# Мајер-Бригс класификација типова личности
У типологији личности, Мајер-Бригс класификација типова личности (МБТИ) је упитник за самопроцењивање који указује на различите психолошке преференције у начину на који људи перципирају свет и доносе одлуке. Тест покушава да додели вредност свакој од четири категорије: интроверзија или екстраверзија, чула или интуиција, размишљање или осећање и просуђивање или опажање. По једно слово из сваке категорије се узима да би се добио резултат теста од четири слова, као што је „ИНТЈ“ или „ЕСФП“.
МБТИ су конструисале две Американке, Кетрин Кук Бригс и њена ћерка Изабел Бригс Мајерс, које су инспирисане књигом Psychological Types швајцарског психијатра Карла Јунга. Изабел Мајерс је била посебно фасцинирана концептом интроверзије и она је себе описала као ИНФП. Међутим, сматрала је да је књига превише сложена за ширу јавност, па је зато покушала да организује јунговске когнитивне функције како би је учинила приступачнијом.
Већину истраживања која подржавају валидност МБТИ-а произвео је Центар за апликације психолошког типа, организација коју води Мајер-Бригс Фондације, и објављена у сопственом часопису центра, Journal of Psychological Type (ЈПТ), што је навело на постављање питања о независност, пристрасност и сукобу интереса. Иако МБТИ личи на неке психолошке теорије, критикован је као псеудонаука и није широко прихваћен од стране академских истраживача у области психологије. Индикатор показује значајне научне (психометријске) недостатке, укључујући лошу валидност, лошу поузданост, категорије мерења које нису независне и нису свеобухватне.

## Табела типова
Према сајту „16 Personalities”, у српској верзији, типови личности су набројани, разврстани и кратко описани на следећи начин:
| Аналитичари                                                                    | Аналитичари                                                                      | Аналитичари                                                                              | Аналитичари                                                                             |
| ------------------------------------------------------------------------------ | -------------------------------------------------------------------------------- | ---------------------------------------------------------------------------------------- | --------------------------------------------------------------------------------------- |
| Архитекта                                                                      | Логичар                                                                          | Командант                                                                                | Дебатник                                                                                |
| INTJ                                                                           | INTP                                                                             | ENTJ                                                                                     | ENTP                                                                                    |
| Маштовити и стратегијски мислиоци, који имају план за све.                     | Иновативни изумитељи са незаситном жељом за знањем.                              | Неустрашиви, маштовити лидери са јаком вољом, који увек проналазе начин - или га створе. | Паметни и радознали мислиоци који не могу да одоле интелектуалном изазову.              |
| Дипломате                                                                      |                                                                                  |                                                                                          |                                                                                         |
| Адвокат                                                                        | Посредник                                                                        | Протагониста                                                                             | Активиста                                                                               |
| INFJ                                                                           | INFP                                                                             | ENFJ                                                                                     | ENFP                                                                                    |
| Тихи и тајанствени, али врло инспиритивни и неуморни идеалисти.                | Поетични, љубазни и алтруистички људи, увек радо учествују у добрим делима.      | Харизматичне и инспиративне вође, у стању да фасцинирају своје слушаоце.                 | Ентузијасти, креативне и друштвене особе слободног духа који увек нађу разлог за осмех. |
| Стражари                                                                       |                                                                                  |                                                                                          |                                                                                         |
| Логистичар                                                                     | Бранилац                                                                         | Извршилац                                                                                | Конзул                                                                                  |
| ISTJ                                                                           | ISFJ                                                                             | ESTJ                                                                                     | ESFJ                                                                                    |
| Практичне особе, фокусиране на чињенице, у чију се поузданост не може сумњати. | Веома посвећени и топли заштитници, увек спремни да заштите своје вољене.        | Одлични администратори, ненадмашни у управљању стварима - или људима.                    | Изванредно саосећајни, друштвени и популарни људи, увек радо помажу.                    |
| Истраживачи                                                                    |                                                                                  |                                                                                          |                                                                                         |
| Виртоуз                                                                        | Авантуриста                                                                      | Предузетник                                                                              | Забављач                                                                                |
| ISTP                                                                           | ISFP                                                                             | ESTP                                                                                     | ESFP                                                                                    |
| Неустрашиви и практични експериментатори, мајстори свих алата.                 | Флексибилни и шармантни уметници, увек спремни да истражују и доживе нешто ново. | Паметни, енергични и врло перспективни људи, који уживају у рискантним подухватима.      | Спонтани, енергични и ентузијастични забављачи - живот никад није досадан поред њих.    |

## У популарној култури
У време пандемије ковида 19, МБТИ тестирање је постало веома популарно међу младим Корејцима који су га користили у покушају да пронађу компатибилне партнере за састанке. Помама је довела до пораста производа са темом МБТИ, укључујући пиво и компјутерске игрице. Једно истраживање је показало да је до децембра 2021. половина становништва урадила тест.